# Унион Магдалена
«Унио́н Магдале́на» — колумбийский футбольный клуб из города Санта-Марта.

## История
Клуб основан в 1950 году под названием «Лос-Самариос», большую часть состава которого составляли выходцы из Венгрии. Домашние матчи клуб проводит на стадионе «Эдуардо Сантос». «Унион Магдалена» является чемпионом Колумбии 1968 года.
Команда принимала участие в розыгрыше Кубка Либертадорес 1969.
Карлос Вальдеррамма, один из наиболее известных колумбийских футболистов, начинал свою карьеру в «Унион Магдалене».
В 2021 году команда дошла до финального этапа Клаусуры в Примере B, и заняла первое место в своей группе B. Должен был состояться матч за звание победителя турнира между «Унион Магдаленой» и лучшей командой группы A — «Кортулуа». Однако из-за скандала, связанного с подозрением в организации договорных матчей с участием «Унион Магдалены», финал был перенесён на определённый срок. Позже организаторы чемпионата подтвердили, что оба победителя финальных групп получили путёвку в Примеру. В 2022 году «Унион Магдалена» вновь вернётся в Кубок Мустанга.

## Титулы и достижения
- Чемпион Колумбии (1): 1968
- Финалист Кубка Колумбии (1): 1989

## Сезоны по дивизионам
- Примера А (54): 1953—1954, 1956—1957, 1959—1960, 1963—1999, 2002—2005, 2019, с 2022
- Примера B (18): 2000—2001; 2006—2018, 2020—2021